# 덤 앤 더머
《덤 앤 더머》(영어: Dumb and Dumber)는 1994년 피터 패럴리가 감독한 미국의 스크루볼 코미디 영화로 바비 패럴리, 베넷 옐린과 함께 시나리오를 공동 집필했다. 짐 캐리와 제프 다니엘스가 출연하는 이 영화는 로이드 크리스마스(캐리)와 로드아일랜드주 프로비던스 출신의 두 친구 해리 던(다니엘스)이 콜로라도주 애스펀으로 주인에게 돈이 가득 든 서류가방을 돌려주기 위해 크로스컨트리 여행을 떠난 이후의 여정을 보여준다. 로런 홀리, 카렌 더피, 마이크 스타, 찰스 라킷, 테리 가가 조연을 맡았다.

## 한국어 더빙 성우진

### SBS (1995년 11월 10일)
- 오세홍 - 로이드 크리스마스 (짐 캐리)
- 유해무 - 해리 던 (제프 다니엘스)
- 유남희 - 매리 스완슨 (로렌 홀리)
- 이종구 - 조 메텔리노 (마이크 스타)
- 이재정 - J.P. 쉐이 (카렌 더피)
- 이인성 - 니콜라스 안드레 (찰스 라킷)
- 김태연 - 칼 스완슨 (행크 브랜트) 키키키
- 김정미 - 헬렌 스완슨 (테리 가)
- 김혜경 - 베스 조던 (빅토리아 로웰)
- 김윤정 - 미녀 (리사 스톳하드)
- 안경진 - 할머니 (코니 소여)
- 서광재 - 경찰 (할랜드 윌리엄스)
- 지미애 - 맹인 소년 (브래디 브룸)
- 이재용 - 중년 남성 (캄 닐리)
- 성창수 - 데일 (팰톤 패리)
- 구자형 - 바바리 남 (프레드 스톨러)

### KBS (2014년 1월 3일)
- 김환진 - 로이드 크리스마스 (짐 캐리)
- 유해무 - 해리 던 (제프 다니엘스)
- 조진숙 - 매리 (로렌 홀리)
- 문관일 - 조 메텔리노 (마이크 스타)
- 박지윤 - J.P. 쉐이 (카렌 더피)
- 김준 - 니콜라스 안드레 (찰스 라킷)
- 김규식 - 칼 스완슨 (행크 브랜트)
- 안경진 - 헬렌 스완슨 (테리 가)
- 변영희 - 데일 (팰톤 패리)
- 이지환 - 사장 (켄 듀발)
- 정성훈 - 바바리 남 (프레드 스톨러)
- 홍수정 - 미녀 (리사 스톳하드)